# Evtektik
Evtektik je finozrnata zmes, ki nastane pri evtektični reakciji in ima lastnosti čiste kovine. Prav tako ima ohlajevalno krivuljo čiste kovine, kar pomeni, da pri določeni evtektični temperaturi nastopi transformacija taline v trdo stanje (raztopinski kristali).
V sistemu Al-Si nastopa evtektik pri 11,7 % Si. Evtektična temperatura je tu 577 °C. Na tej temperaturi torej nastane iz taline trda zmes 100 % evtektika.
V sistemu Fe-Fe3C (jekla) nastopa čisti evtektik pri 4,3 % C (Ledeburit). Pri 0,76 % C pa nastopa evtektoid perlit. Razlika med evtektikom in evtektoidom je v tem, da evtektik nastaja direktno iz taline, evtektoid pa iz trdega stanja (transformacija avstenit v perlit) oz. poteče premena v trdnem.
Gre za zlitino oziroma zmes, ki ima tako razmerje sestavin, da je temperatura tališča najnižja.